# 李慧芬
李慧芬（1940年8月—），女，北京人，中华人民共和国政治人物。

## 生平
1958年考入清华大学建筑系。1960年，因中共中央和中央军委加速国防现代化，采用陈赓建议，对哈军工改革，从而在全国20所学校的大二学生中选调优秀学生进入哈军工，她成为清华20名奉调者之一，1964年毕业留校，至1970年，任哈尔滨军事工程学院四O一教研室助教。
1970年至1974年，任天津市渤海无线电厂技术员、车间副主任。1974年至1981年，任天津市第二机械工业局党委常委、革委会副主任、副局长、副总工程师。1982年至1986年，任天津无线电联合公司第一副经理、总工程师、党委副书记、经理。1986年至1988年，任天津市经委副主任、市工业工作党委副书记。1988年5月至1993年5月，任天津市人民政府副市长，1993年5月至1995年6月，任中共天津市委常委、天津市副市长。
1995年6月至1996年2月，任中国联合通信有限公司总经理。1996年2月至8月，任中国联合通信有限公司副董事长、总经理。1996年8月至1998年6月，任中国联合通信有限公司副董事长、总经理、党组书记。1999年8月至2004年12月，担任中国机电产品进出口商会会长。